# Rene Ricard
Pour les articles homonymes, voir Ricard (homonymie).
Rene Ricard, nom de plume d'Albert Napoleon Ricard, est un peintre, poète et journaliste américain, né le 23 juillet 1946 à Acushnet (Massachusetts) et mort le 1er février 2014 à New York,.

## Biographie
Il grandit à New Bedford, Massachusetts. Adolescent, il se réfugie à Boston, et se fond dans le milieu littéraire local. En 1964, il va vivre à New York pour rejoindre la scène artistique proche d'Andy Warhol. Il fait d'ailleurs des apparitions dans des films de ce dernier : Kitchen (1965) et Chelsea Girls (1966).
Il écrit de nombreux articles — notamment dans Artforum, Art in America, etc. — et édite plusieurs livres de poésie. Au mois de décembre 1981, Ricard donne un élan à la carrière de Jean-Michel Basquiat en publiant le premier article d'ampleur sur l'artiste, publié dans le magazine Artforum sous le titre de « The Radiant Child ». Il développe parallèlement un œuvre pictural, où l’écrit tient une place importante.

## Rene Ricard dans la fiction
Son rôle est joué par Michael Wincott dans le film biographique sur Jean-Michel Basquiat réalisé par Julian Schnabel sorti sous le titre Basquiat en 1996.

## Publications
- Rene Ricard 1979-1980, Dia Art Foundation, 1979.
- Francesco Clemente. Sixteen Pastels with Poems by Rene Ricard, Anthony d'Offay Gallery, London, 1989.
- God with Revolver.  Poems 1979-1982, Hanuman Books, 1989.
- Trusty Sarchopagus Co., Inanout Press, 1990.
- Love Poems, CUZ Editions, 1999, réédité par Éditions Lutanie, Paris, 2024, dans un volume bilingue (français, anglais).
- Paintings and Drawings, Perceval Press, 2003.
- Rene Ricard Notebook 2010-2012, Mörel Books, Londres, 2016.
- Rene Ricard 1979-1980, édition bilingue (français/anglais), Éditions Lutanie, Paris, 2018.
- God with Revolver, édition bilingue (français/anglais), Éditions Lutanie, Paris, 2022.